# 南昌街 (香港)

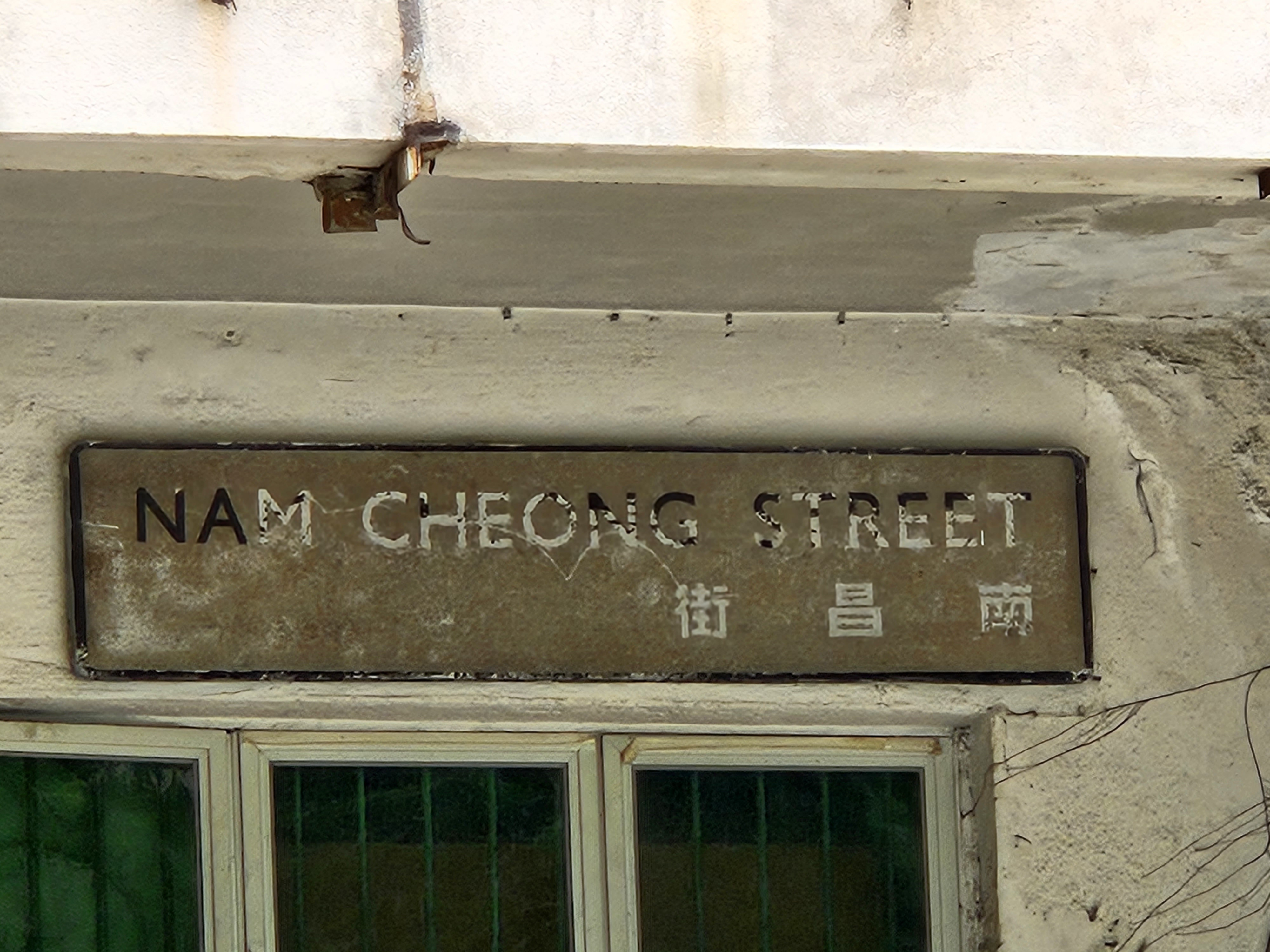
南昌街鋁質搪瓷長型街牌

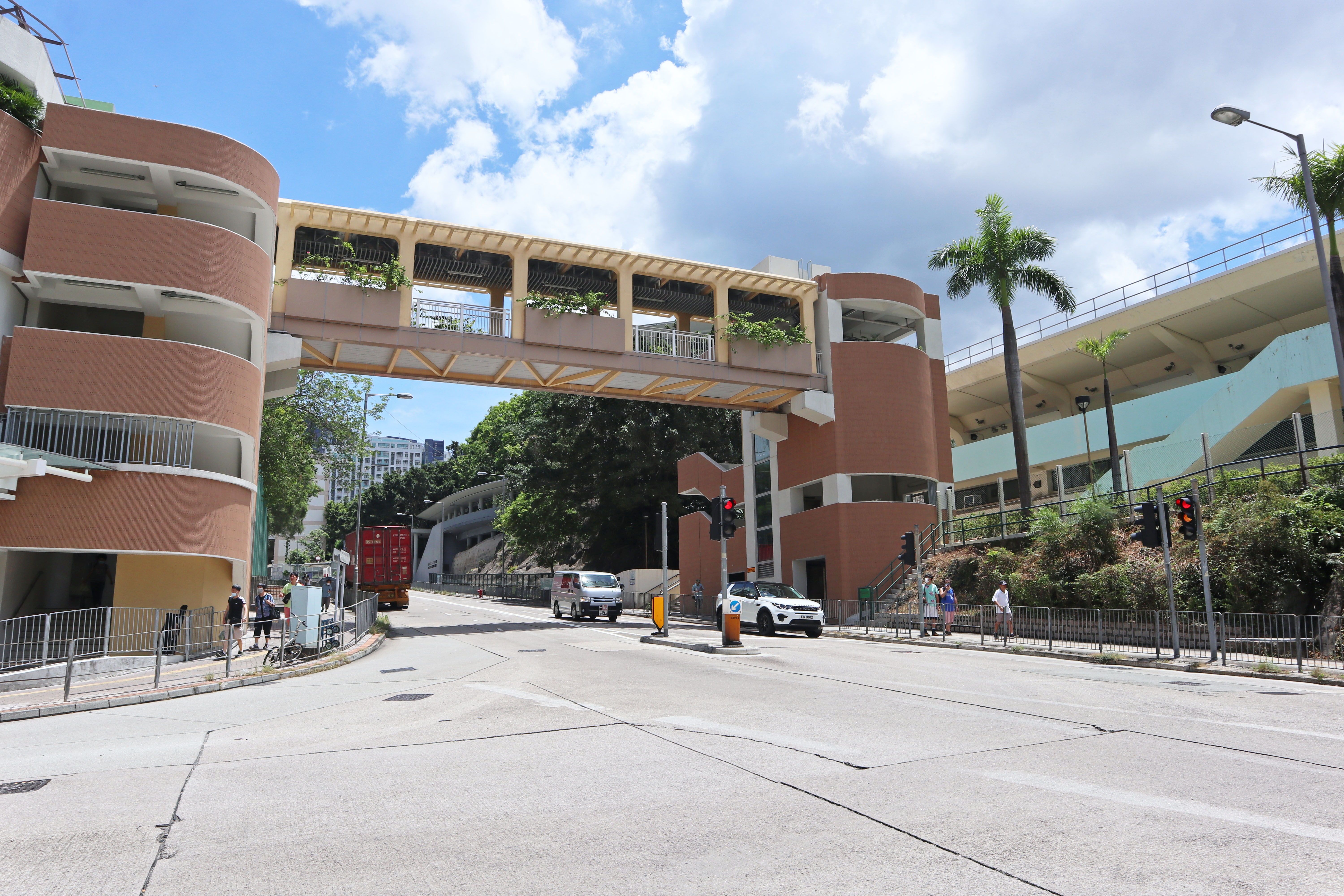
南昌街連接白田社區中心至石硤尾公園的行人天橋

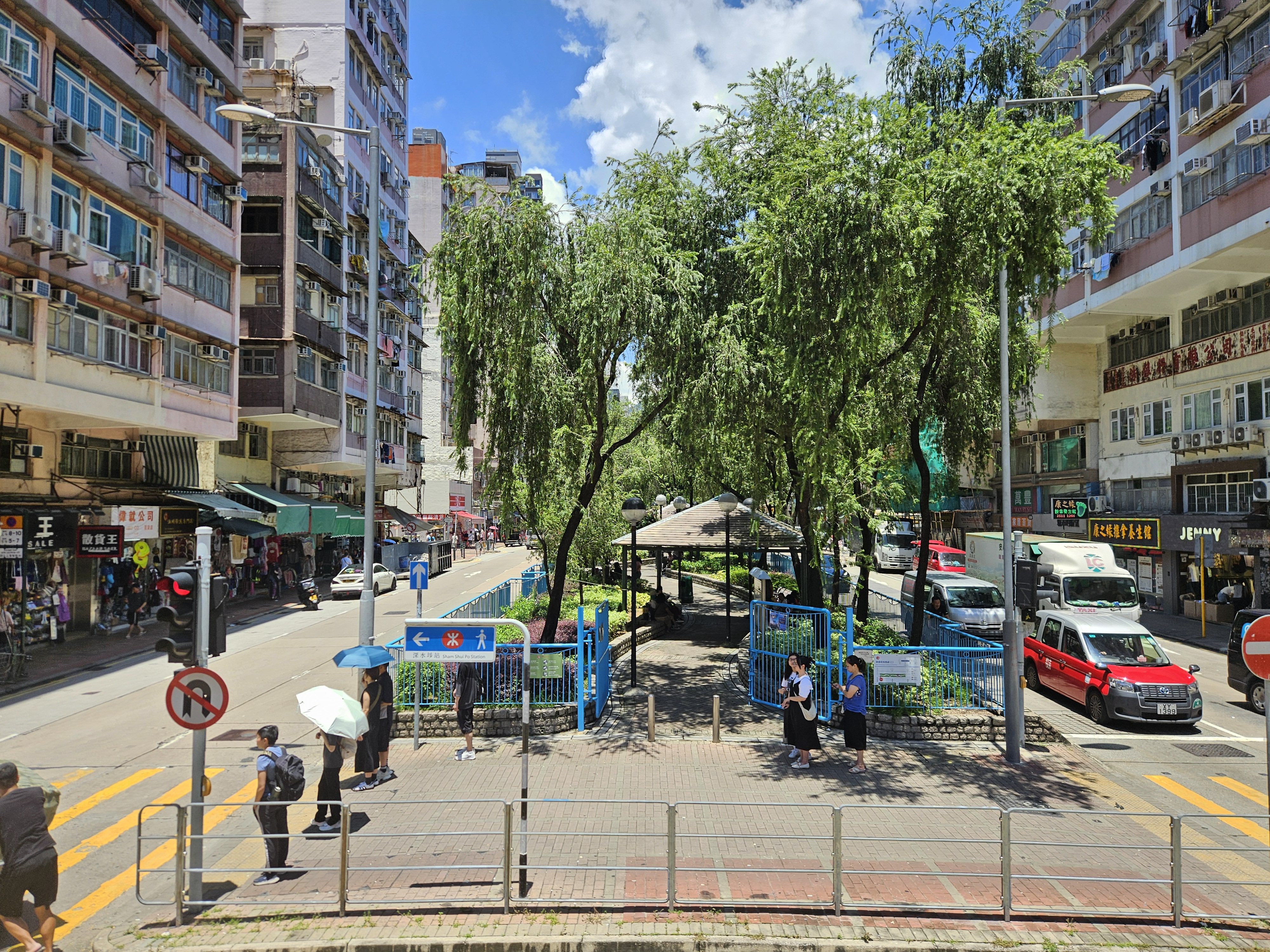
南昌街南段近長沙灣道

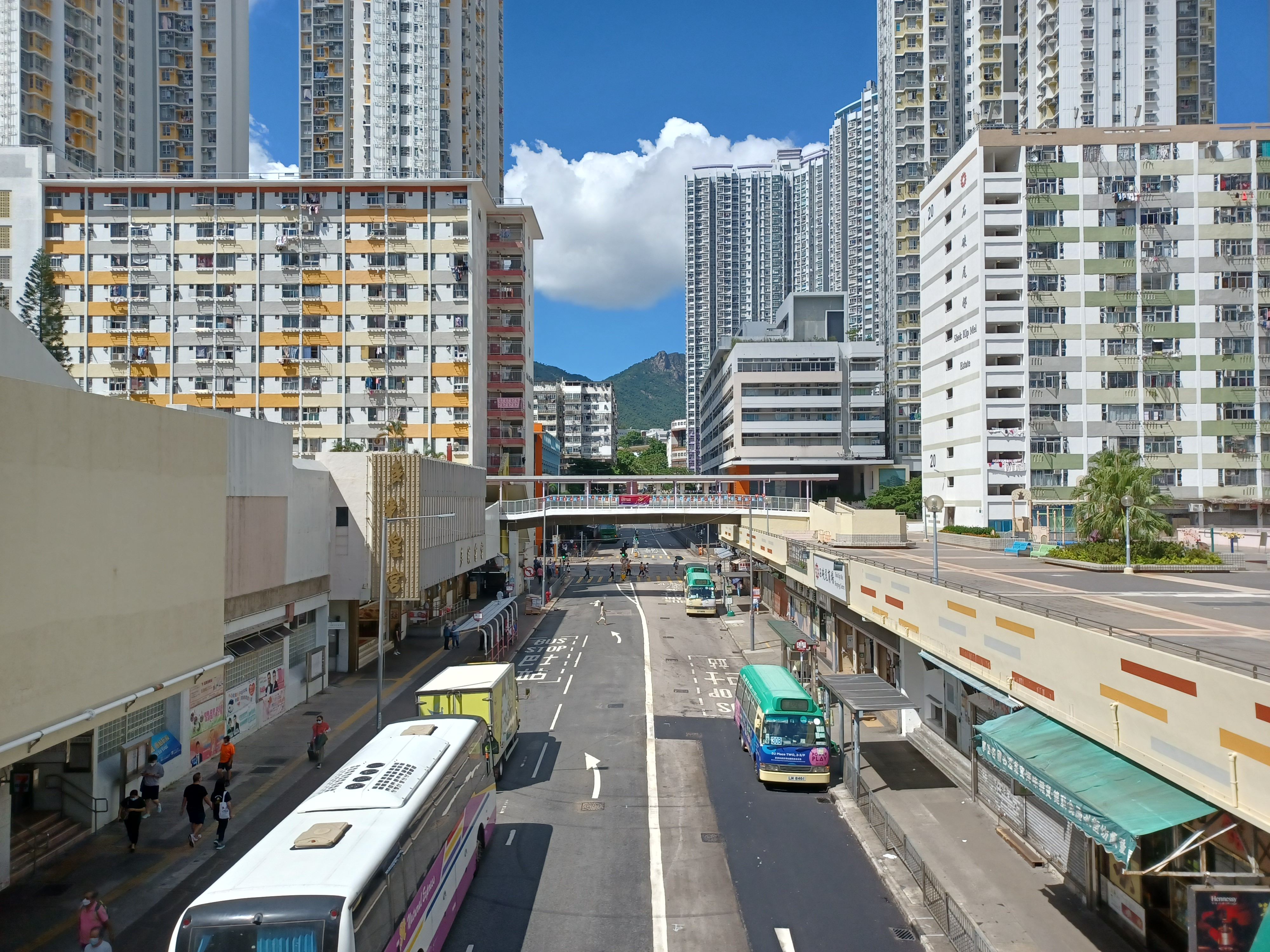
南昌街中段近石硤尾邨

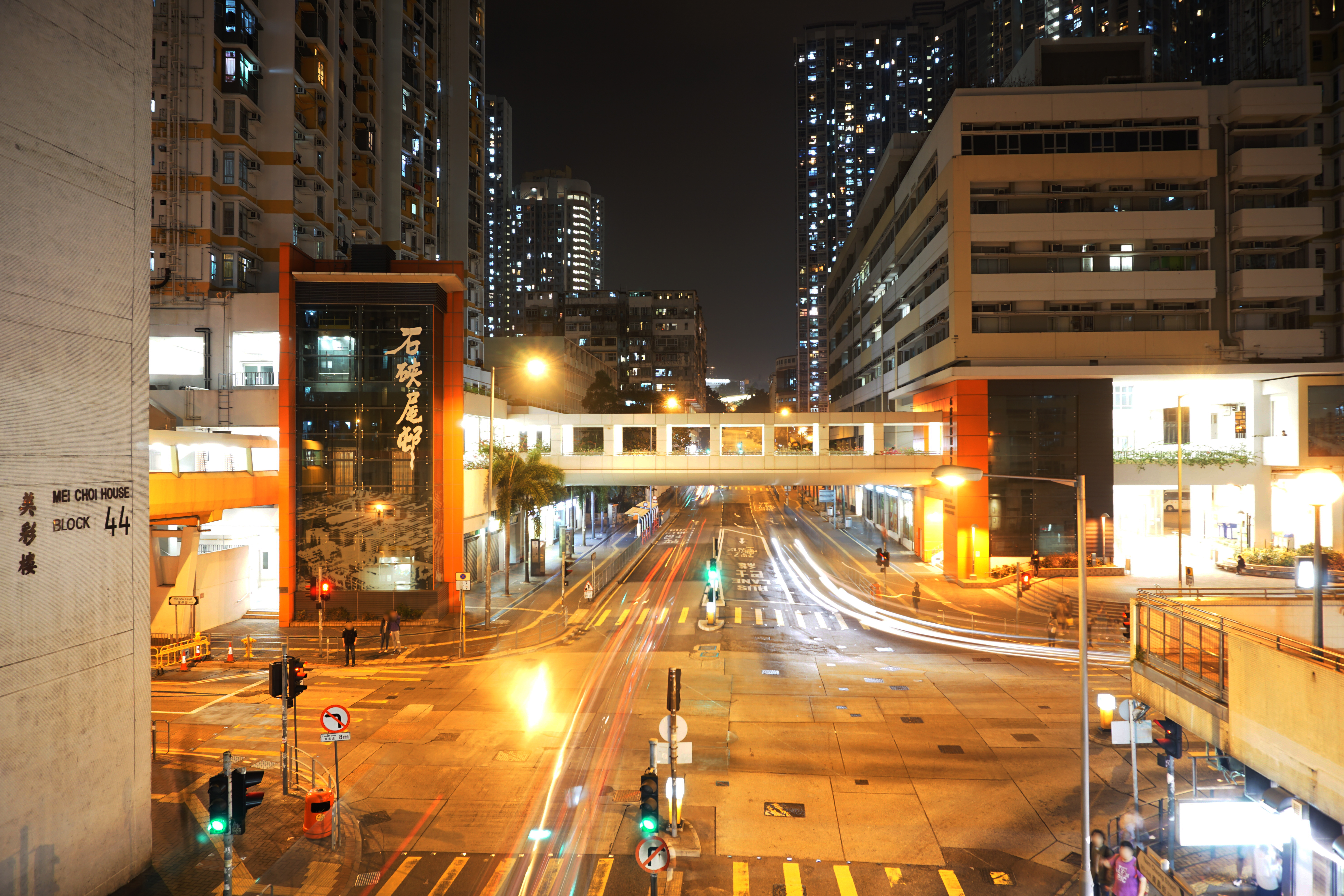
南昌街中段近石硤尾邨

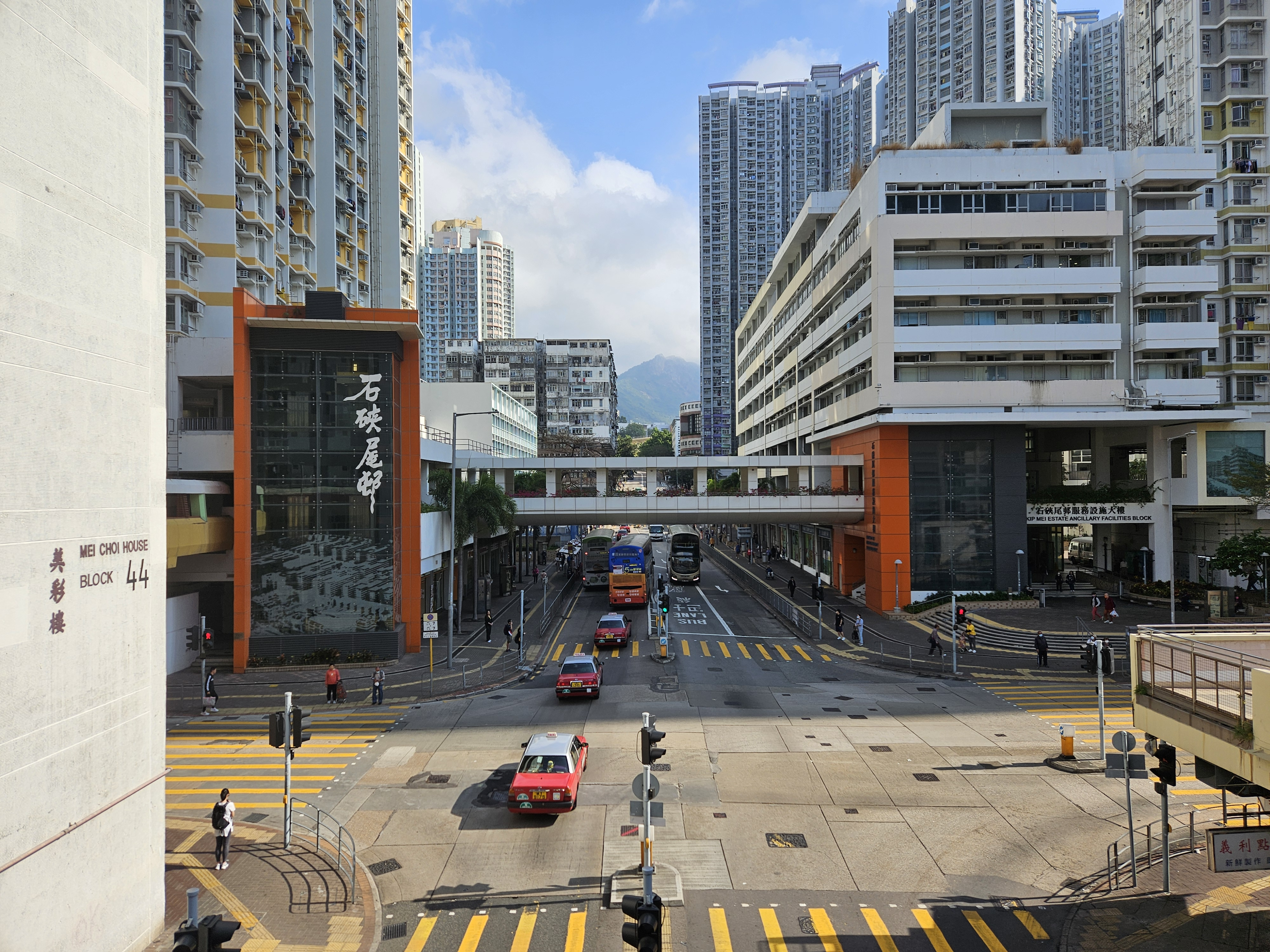
南昌街中段近石硤尾邨

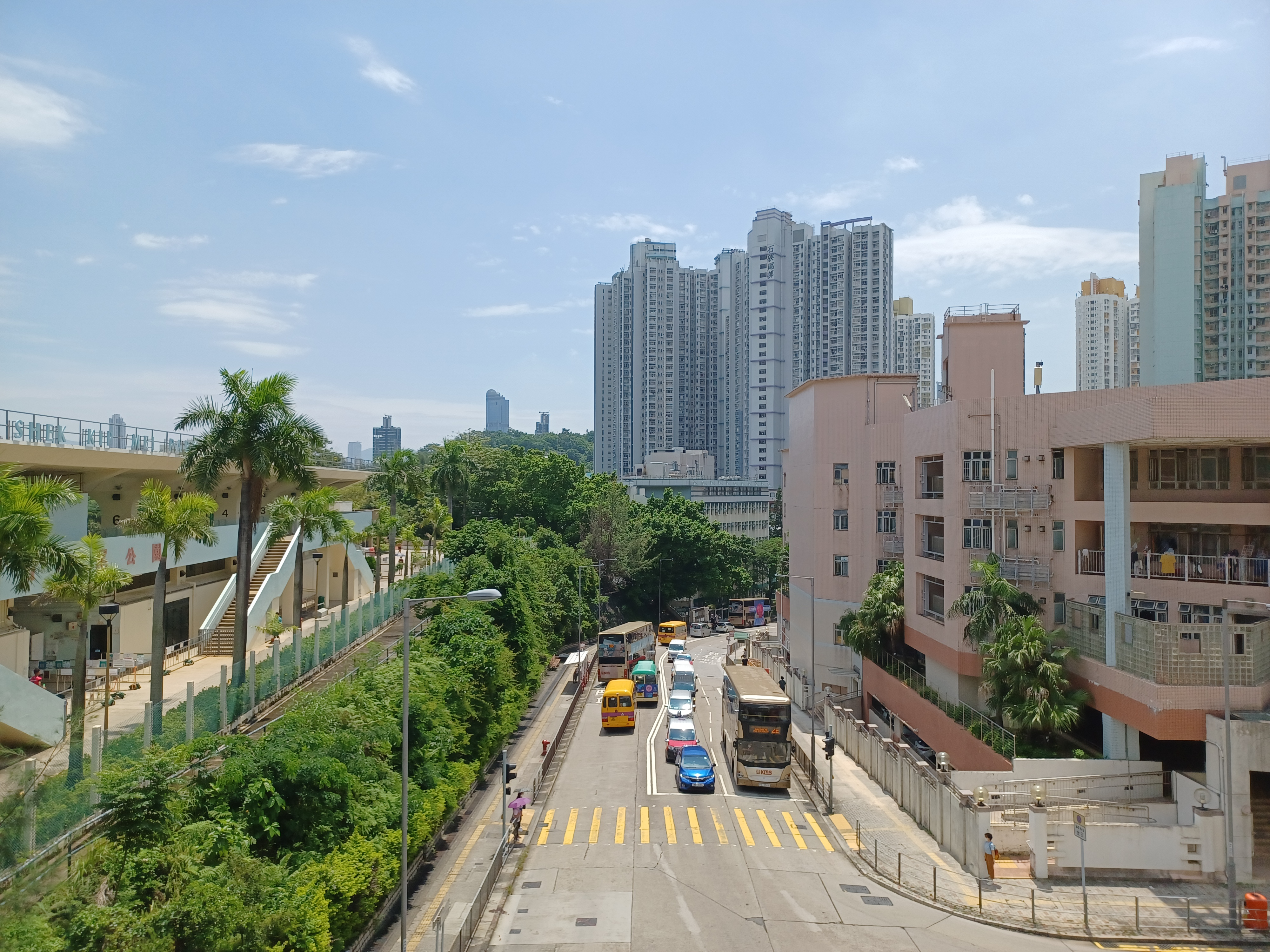
南昌街中段近白田邨

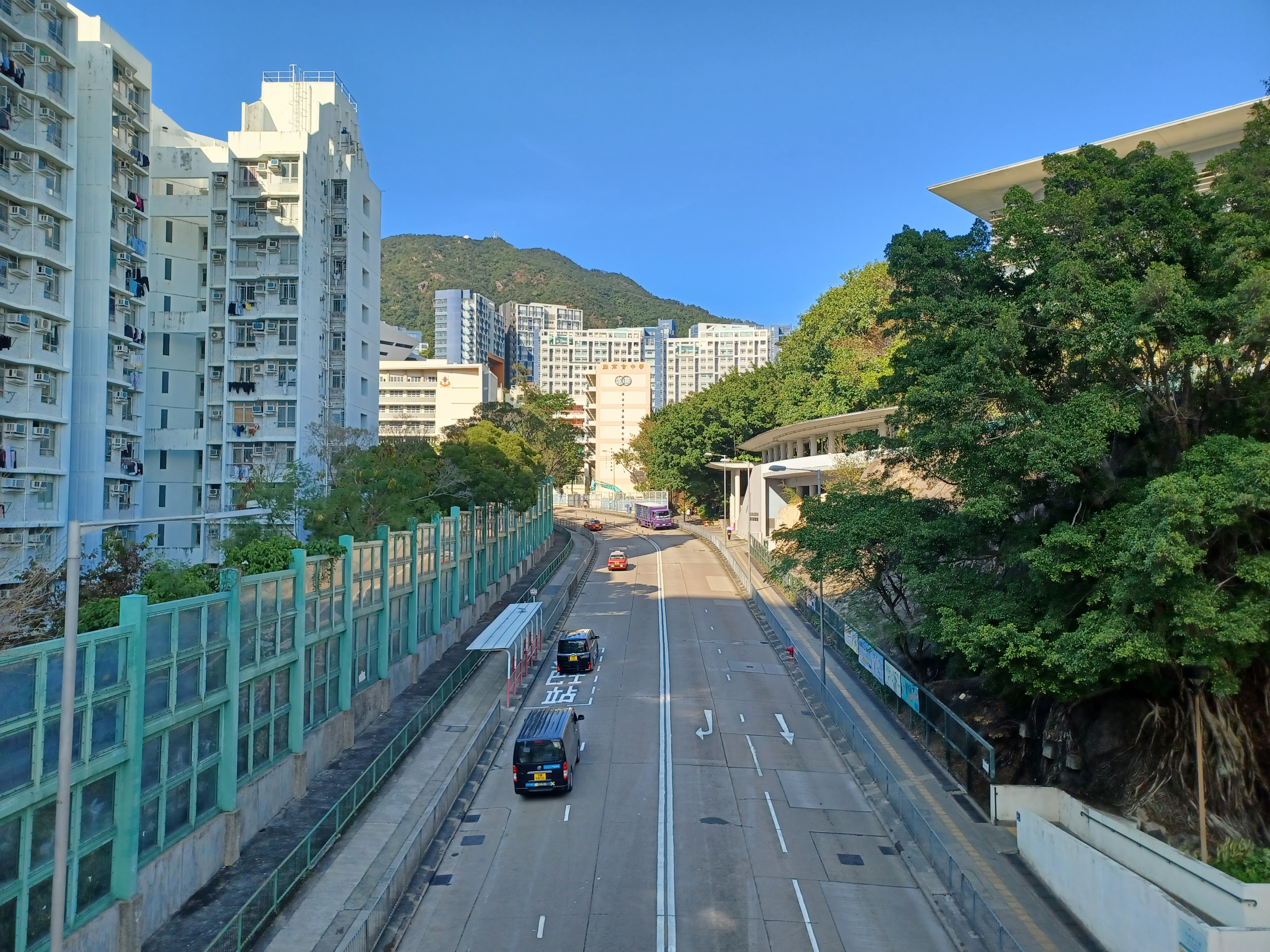
南昌街中段近白田邨

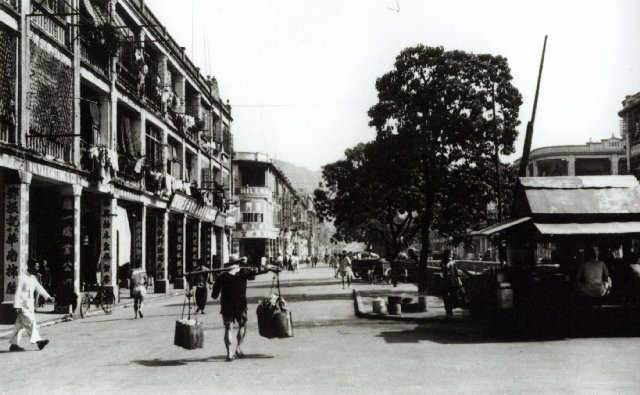
1950年代的南昌街

南昌街（英語：Nam Cheong Street）是位於香港九龍深水埗區的街道，北起自石硤尾的延坪道和龍坪道交界，南至深水埗的通州街和界限街交界。位於南昌街南端的南昌一號（私人住宅項目）、南昌邨（公共房屋項目）和南昌站（港鐵站、間接方式）也是因南昌街而得名。

## 命名
南昌街，名称取自江西省南昌市，與深水埗內大多以中國地名命名的街道一样。
此外，坊間流傳不少有關南昌街命名來源的猜想，譬如有傳媒曾報道其名出自香港開埠初期的富商陳南昌先生，其後為部分歷史研究者反駁。
另外，在基隆街附近的一段南昌街，店舖主要批發及零售織帶、拉鍊及絲帶，這些都是製作服裝邊緣的花邊的材料，因此又被稱為「花邊街」。

## 概況
南昌街為香港較早期發展的街道，街道上有不少數十年數層高的唐樓及街鋪。在元州街至通州街的一段，在兩條行車線中間設有六個長方形的休憩處，原本是一條明渠，政府及後將其改為暗渠。南昌街的橋面一直有眾多小販攤檔，最後因僭建問題嚴重而被清拆，於1991年興建南昌街臨時街市，1995年清拆。
1965年起，政府在大窩坪和石硤尾之間開山拓展土地。1970年10月25日，南昌街和歌和老街分別從大坑西街交界及筆架山道交界延長至大窩坪。
在澤安道南（須由南昌街駛入）設有運輸署考試中心，因此成為多家駕駛學校的熱門學車路段之一。

## 重建發展
近年有私人發展商亦看準街道的重建發展潛力，陸續收購街道上的舊式唐樓，並發展為高尚商住項目。已興建/興建中的項目包括南昌一號、 恆基「南昌街、巴域街及耀東街項目」等，該處的舊式街道形象將逐漸轉變。

## 沿途地標
- 石硤尾配水庫遊樂場
- 石硤尾消防局
- 石硤尾公園
- 石硤尾公園體育館
- 賽馬會盲人中心
- 白田邨
- 石硤尾邨（第一至第三期）
- 南昌街休憩處（一至六）
- 南昌街小園地（共有兩個）
- 南昌一號 （恆基兆業私人住宅項目)
- 南昌220（社聯組合社會房屋項目）

## 交匯道路

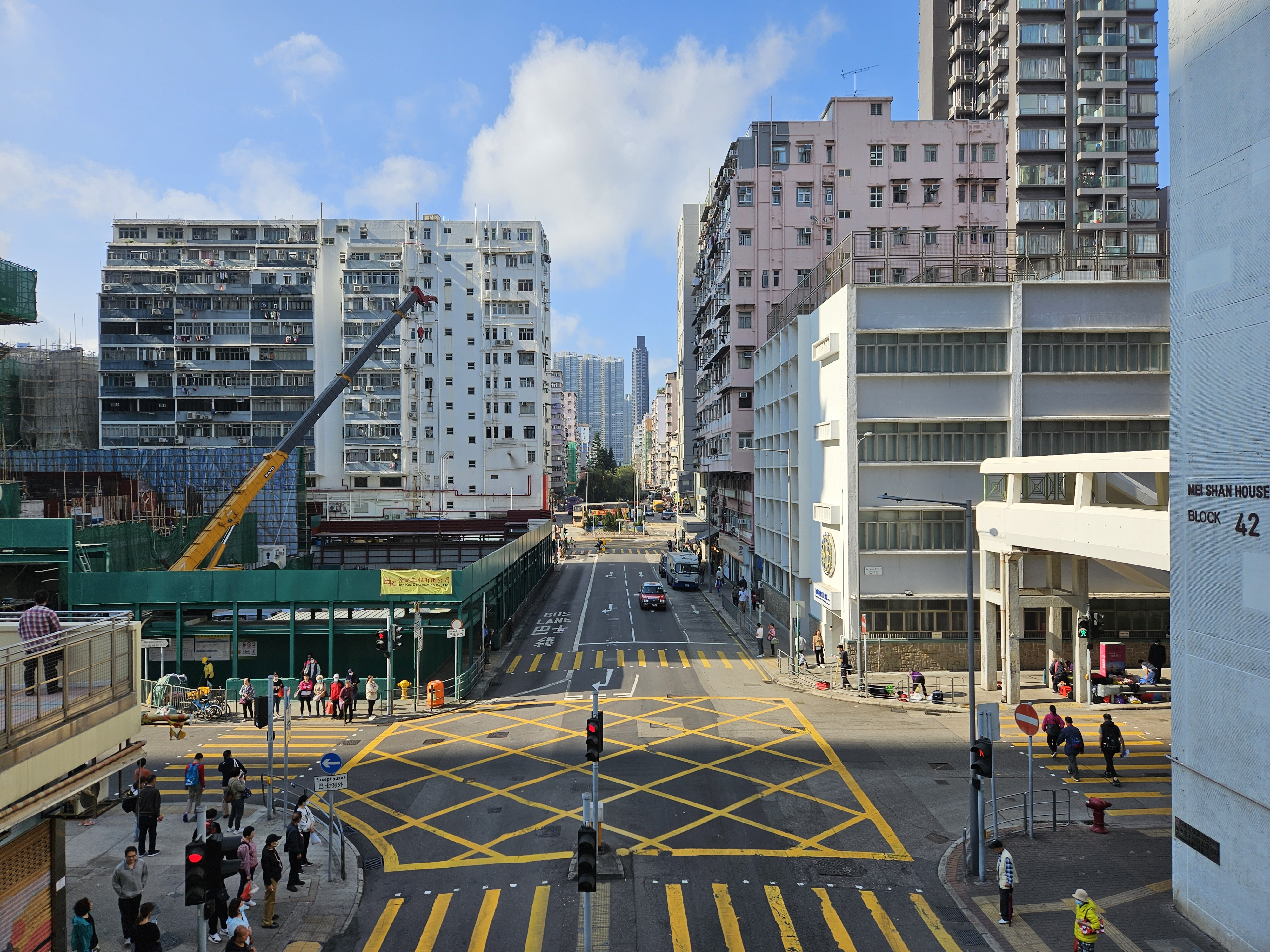
南昌街與巴域街交界

- 通州街
- 界限街
- 海壇街
- 醫局街
- 荔枝角道
- 大南街
- 基隆街
- 汝州街
- 鴨寮街
- 長沙灣道
- 福華街
- 福榮街
- 元州街
- 大埔道
- 耀東街
- 巴域街
- 窩仔街
- 偉智街
- 偉倫街
- 大坑西街
- 白雲街
- 澤安道南
- 龍悅道
- 大埔道
- 呈祥道
- 澤安道
- 龍坪道
- 大窩坪道
- 龍翔道

## 相關命名
- 南昌一號
- 南昌押
- 南昌邨
- 南昌站
- 南昌薈（前稱富昌商場）

## 相關街道
- 基隆街 （鈕扣街）
- 汝州街 （珠仔街）
- 大南街 （皮革街）
- 鴨寮街（電子零件街）
- 長沙灣道 （時裝街）

## 流行文化
- 《南昌街王子》，由香港流行音樂歌手薛凱琪主唱，林家謙作曲，黃偉文填詞。歌曲主題為︰「與其等候童話中的白馬王子，不如接受身邊的『南昌街王子』的愛意！」歌曲的寓意為尋找真愛不一定住在城堡（高尚住宅），也可以是住在南昌街的那個他。而事實上，南昌街上的高尚住宅項目並不多，大部份均為舊式唐樓，引證南昌街王子所住的地方可能不是城堡。

## 外部連結
维基共享资源上的相關多媒體資源：南昌街
22°19′59.0766″N 114°9′59.94″E / 22.333076833°N 114.1666500°E